# Карапетян, Карен Вильгельмович
Каре́н Вильгельмович Карапетя́н (арм. Կարեն Վիլհելմի Կարապետյան; род. 14 августа 1963, Степанакерт, НКАО, Азербайджанская ССР, СССР) — армянский политик. Премьер-министр Армении (2016—2018). Исполняющий обязанности премьер-министра Армении (с 9 по 17 апреля 2018 года), исполняющий обязанности первого вице-премьера Армении (с 23 апреля по 8 мая 2018 года). Доктор экономических наук.

## Биография
Родился 14 августа в Степанакерте, однако вырос и жил в Ереване и по своей сущности считает себя ереванцем.
В 1970—1980 гг. — учился в средней школе № 128 им. Л.Толстого Еревана.
В 1980—1985 гг. — учился и окончил с отличием факультет прикладной математики Ереванского Государственного университета.
В 1985—1996 гг. — работал в вычислительном центре Госплана РА, а также в Ассоциации деятелей науки и культуры и преподавал в ЕГУ. В Госплане занимался прогнозами для народного хозяйства Армении, применяя математические методы и модели. В ЕГУ преподавал практическую часть предметов «Линейное программирование» и «Оптимизационные методы».
В 1989 году — защитил кандидатскую диссертацию, удостоен степени кандидата экономических наук.
В 1996—1998 гг. — заместитель генерального директора «АРМЭНЕРГО».
В 1998—2001 гг. — генеральный директор ЗАО «АРМЭНЕРГО».
В 2001 году был назначен заместителем министра энергетики Армении.
В 2001—2010 гг. — Генеральный директор ЗАО «АрмРосгазпром».
В 2010 году — получил ученую степень доктора экономических наук.

## Мэр Еревана
17 декабря 2010 года Карен Карапетян был избран мэром Еревана. Выступая перед членами Совета старейшин Еревана, он сказал: «Мы попытаемся создать новую, предсказуемую, четко спланированную и контролируемую систему управления городским хозяйством. И если мы сумеем это сделать, то, думаю, мэрия будет в состоянии исполнять свои повседневные функции эффективно и оптимально. Мы создадим благоприятную среду, в условиях которой инвесторы захотят делать вложения в нашем городе. А для жителей и гостей столицы мы создадим современный, удобный город, со своим уникальным обликом, традициями и колоритом». При этом Карен Карапетян подчеркнул, что «кадровых перестановок глав административных районов Еревана не будет. Но появятся правила игры и повысятся требования в отношении управляющих. Те, кто будут удовлетворять этим требованиям, останутся. А те, кто не будут им отвечать, уйдут».
На посту мэра Карен Карапетян развернул борьбу против уличной торговли, что стало поводом для многочисленных протестов. Столичный градоначальник, однако, подчеркивал, что никаких противозаконных шагов не предпринимается и у мэрии нет бизнес-обязательств по отношению к владельцам киосков, чей срок аренды истёк, есть моральные обязательства по отношению к социально необеспеченным людям, и исходя из этого были даны чёткие поручения главам административных районов по поиску решений. Кроме того, Карен Карапетян подчеркнул, что нужно иметь смелость для решения проблем.
Комментируя 100 дней на посту мэра Карен Карапетян отметил: «Мы обязательно попытаемся создать очень современный, комфортный город. Он будет, конечно, с армянским акцентом, со своими традициями, со своей изюминкой, потому что наш город имеет очень хорошие традиции и уникальную ауру. Можно в городе видеть кучу неправильных вещей, но я не знаю ни одного человека, который бы приезжал в Ереван, но не уезжал бы с ощущением определенной такой, что ли, ауры духовности, философии, свобододышания».
На посту мэра Карен Карапетян также запомнился созданием структуры по содействию бизнес-программам и привлечению инвестиций, подписанием соглашения о сотрудничестве с «Ташир груп», в рамках которого планировалось завершить строительство торгово-развлекательного комплекса «Далма гарден», создания современного торгового комплекса на Северном проспекте, модернизация ереванского цирка, создание зон отдыха и парков в различных частях города. Кроме того, при инициативе Карена Карапетяна был дан старт программе по бесплатному посещению музеев и театров для школьников, внедрены электронные платформы для школ и для помощи школам — «Помоги своей школе» и детским садам — «Помоги своему детсаду» (сам Карапетян пожертвовал 1 млн драмов столичному детскому саду N7, который посещал в детстве), сумма пожертвований которых за полгода превысила 1 млрд драм, внедрена новая культура строительства для затройщиков с обеспечением нормальных и безопасных условий для жителей и сохранением и увеличением зелёных территорий, был дан старт проекту «Зелёный город», организован ряд общегородских субботников, при этом мэр призвал ереванцев проявлять нетерпимость по отношению к мусорящим, на 60 перекрёстках и остановках были установлены камеры, был разработан проект новой сети управления транспортом. К числу мер, которые вызвали определенную критику, отнесли назначение на пост главного архитектора города Нарека Саргсяна, подорожание тарифа на метро на 50 драм.
Концепцией Карена Карапетяна на посту мэра была идея, что «те функции, те действия, те мероприятия или то управление, где есть бизнес-логика, это все нужно передавать частному инвестору». Запомнился также ставшей впоследствии крылатой фразой о том, что «работая здесь, я ощущаю драйв». Впоследствии это слово стало прочно ассоциироваться с ним и его стилем работы.
28 октября 2011 года Карен Карапетян подтвердил муссируемые несколько дней слухи о своей грядущей отставке, отметив, что принял это решение «с большим трудом».
Жители столицы остались крайне недовольны уходом Карена Карапетяна со своего поста, подчёркивая, что «такого мэра в Ереване не было десятки лет, меньше чем за год он успел многое сделать». В социальной сети Facebook была образована группа протестующих против отставки Карапетяна, члены которой призывали к акции протеста против его ухода. Карапетян лично обратился к жителям Еревана, сказав, что «я вас очень люблю, и мы еще многое сделаем вместе для нашего любимого Еревана и нашей страны», подчеркнув, что его решение не обусловлено политическими либо внутривластными причинами, как это представляется, а лишь личными факторами, попросив прощения за незавершенные дела и обязательства. Тем не менее, в СМИ муссировались предположения о его конфликте с отдельными представителями властной элиты.
С 2 декабря 2011 по сентябрь был Первым Вице-Президентом ОАО «Газпромбанк». С 2012 года Заместитель генерального директора по стратегии и развитию ООО «Газпром межрегионгаз». С 2015 года Заместитель генерального директора по международным проектам ООО «Газпром энергохолдинг».

## Премьер-министр Армении
8 сентября Республиканская партия Армении (РПА) на заседании исполнительного органа утвердила кандидатуру Карена Карапетяна на пост премьер-министра Армении, и 13 сентября 2016 года он был назначен на должность премьер-министра Армении. В своем первом же выступлении в Национальном собрании Армении Карен Карапетян заявил, что «состояние нашей экономики крайне тяжелое», подчеркнув также, что у него нет волшебной палочки, и если мы хотим изменений в нашей экономике, необходимо проводить системные изменения". Первые распоряжения нового премьера коснулись политики налоговых проверок и формирования тарифов на газ и электроэнергию для социально необеспеченных слоев.
Представляя свое видение будущей Армении, Карен Карапетян обозначил горизонт, к которому его команда будет стремиться: «независимая, безопасная, справедливая и интеллектуальная Армения».
Одними из первых шагов правительства Карена Карапетяна стали объявление налоговой амнистии, замена ключевых министров на новых лиц-технократов, сокращение количества проверок бизнеса, программа равномерного развития территорий, смена кадров на местах в налоговой и таможенной службах. В результате поступления в бюджет в 2016 году выросли на 9,4 %, а в 2017 — на 11,6 %. Размер теневой экономики сократился на 10 % (по данным отчетов правительства Армении).
Говоря о бюджетных планах на 2017 год, премьер отметил необходимость сократить расходы на управление государственной системой, назвав главный финансовый документ жёстким и призвав «затянуть пояса и быть консервативными». Проект бюджета был подвергнут критике за то, что не предусматривал повышения пенсий и пособий.
Одним из направлений деятельности правительства стала так называемая оптимизация госаппарата, в результате которой было оптимизировано множество звеньев в различных государственных структурах, что также вызвало критику со стороны определённой части населения.
24 октября Карен Карапетян объявил о вступлении в Республиканскую партию Армении и, несмотря на то, что не входил в предвыборный список РПА, стал главным лицом кампании партии на парламентских выборах 2017 года. По мнению большинства экспертов и политических обозревателей, именно активное вовлечение премьера, обладавшего на тот момент наивысшим рейтингом доверия избирателей, стало залогом победы РПА, набравшей на выборах 49,17 % голосов. Выступая с заявлением по итогам выборов, Карен Карапетян пообещал «не жалеть энергии и сил, чтобы создать новую Армению», и «каждый гражданин чувствовал бы себя лучше, чем прежде». На первом после выборов заседании правительства Карен Карапетян заявил, что правительство Армении отныне будет работать в режиме чрезвычайного положения.
Согласно данным Национальной статистической службы Армении, в 2017 году экономический рост составил 7,5 % (в госбюджете на 2017 год рост экономики Армении был заложен в размере 3,2 %), что стало рекордным показателем армянской экономики за последние 10 лет. Существенный рост был зафиксирован и во внешней торговле — 26,9 %. Внешний товарооборот по итогам 2017 года составил 6,5 млрд долларов. Значительный рост был зафиксирован также в сфере туризма, которую Карен Карапетян объявил приоритетной сферой при вступлении на должность премьера осенью 2016 года, в 2017 году был зафиксирован рост посещаемости Армении на 24 % и туризма на 18,7 %.
9 апреля 2018 года указом президента Армении Армена Саргсяна был отправлен в отставку. Продолжал исполнять обязанности в качестве и. о. премьер-министра до избрания нового главы правительства 17 апреля 2018 года.
23 апреля 2018 года, после отставки Саргсяна из-за протестов, согласно закону «О структуре и деятельности правительства Республики Армении» Карапетян стал исполняющим обязанности премьер-министра Армении и на заседании правительства призвал всех соотечественников к соблюдению правопорядка и законности.
8 мая Карен Карапетян поздравил нового премьер-министра и сложил свои полномочия. В своем заключительном послании он отметил, что это был очень интересный и ответственный период, и он по максимуму внедрил свои способности в работу. Карен Карапетян пожелал новому премьер-министру и всем последующим премьерам много успехов, хороших результатов, бескризисной работы и всегда быть понятым народом. «Представляя тяжелую и ответственную работу премьер-министра, предлагаю нашим согражданам, журналистам, пользователям социальных сетей и политическим силам, критикуя премьер-министра, делать это предметно, не затрагивая личное и семейное, советуя и воодушевляя», — отмечалось в послании Карена Карапетяна.
В июне стало известно, что Карен Карапетян покинет пост первого заместителя председателя Республиканской партии Армении (РПА), а в декабре появилось сообщение о его выходе из партии. В октябре 2018 года в СМИ появилось сообщение о том, что он может войти в совет директоров российской госкомпании «Зарубежнефть», официальное подтверждение чему было дано в марте 2019 года.

## Научная деятельность
Автор 32 научных трудов. Защитил кандидатскую диссертацию по экономике на тему «Имитационная система прогнозирования макроэкономических показателей союзной республики» (1989, ЕГУ).

## Награды

### Армянские
- Медаль «За заслуги перед Отечеством» 1-й степени (2006)[28].
- Медаль Анании Ширакаци (2006)[29][30].

### Других стран
- Офицер Ордена «За заслуги» (Франция, 2011)[31].

### Непризнанных государств
- Орден «Месроп Маштоц»[арм.] (непризнанная Нагорно-Карабахская Республика, 2016)[32][33].
- Медаль «Анания Ширакаци»[арм.] (НКР, 2008)[30][34].